# Rockstar London
Rockstar London is een Brits computerspelontwikkelaar gevestigd in Londen. Het bedrijf werd in 2006 opgericht en is een van de ontwikkelstudio's van Rockstar Games.

## Ontwikkelde spellen
| Release | Titel                     | Platform                                                  | Opmerking |
| ------- | ------------------------- | --------------------------------------------------------- | --- |
| 2007    | Manhunt 2                 | PlayStation 2, PlayStation Portable, Windows, Wii         | Ontwikkeld in samenwerking met Rockstar North en Rockstar Toronto. Rockstar Leeds was verantwoordelijk voor de PlayStation Portable port; Rockstar Toronto portte het spel naar Windows en Wii. |
| 2008    | Midnight Club: L.A. Remix | PlayStation Portable                                      | Het originele Midnight Club: Los Angeles werd ontwikkeld door Rockstar San Diego. |
| 2012    | Max Payne 3               | OS X, PlayStation 3, Windows, Xbox 360                    | Ontwikkeld in samenwerking met Rockstar Leeds, Rockstar New England, Rockstar North, Rockstar San Diego, Rockstar Toronto en Rockstar Vancouver.                                                |
| 2013    | Grand Theft Auto V        | PlayStation 3, PlayStation 4, Windows, Xbox 360, Xbox One | Ontwikkeld in samenwerking met Rockstar Leeds, Rockstar New England, Rockstar North, Rockstar San Diego en Rockstar Toronto.                                                                    |
| 2018    | Red Dead Redemption 2     | PlayStation 4, Xbox One                                   | Ontwikkeld met Rockstar India, Rockstar Leeds, Rockstar New England, Rockstar North, Rockstar San Diego en Rockstar Toronto.                                                                    |